# Métabief
Métabief é uma comuna francesa na região administrativa de Borgonha-Franco-Condado, no departamento de Doubs. Estende-se por uma área de 5,76 km². Em 2010 a comuna tinha 1 302 habitantes (densidade: 226 hab./km²).